# Личке двоструне гусле
Личке двоструне гусле су српски народни музички инструмент и израз су укупног динарског епског музичког стваралаштва. У личком народу биле су мање заступљене у односу на личку тамбурицу, двојнице и дипле.

## Опис
За разлику од једноструних, личке гусле имају двије струне и два кличка, па се због тога зову двоструне. Кличак прве струне, на коју се додиром прстију свира, по правилу је постављен нешто ниже у односу на други. Обе стране су тонски исте висине односно једнако су сложене, а гудалом се равномјерно превлачи преко њих. Уобичајен размак струна од врата, у његовом горњем дијелу гдје се свира, износи од 4 до 5 центиметара. Гуслари углавном за струне користе длаку са репа коња, јер је најквалитетнија. Личке гусле су углавном, на завршном горњем дијелу главе имале лик коњске главе.
У односу на једноструне ове гусле су нешто мање погодне за праћење епских пјесама, јер при свирању друга струна стално звучи лежећи тон, слично гајдама. Зато свирка на личким гуслама звучи тужно и дирљиво. Погодније су за праћење лирских пјесама шаљивог садржаја, поема и балада. 
Ова врста гусала у ријеђој је употреби на балканском полуострву. У Србији (околина Ниша, Пирота, Ћуприје), на њима су свирали само просијаци и слијепци. Међутим, да се не би умањио квалитет двоструних гусала, веома је важно истаћи да је двоструне гусле свирао велики и познати слијепи српски пјесник и гуслар Филип Вишњић.

### Лички гуслари
Лички гуслари су кроз бурну историју, градећи посебан гусларски стил, гуслали пјевајући старе јуначке народне пјесме о косовским јунацима, о Марку Краљевићу, о Гаврилу Принципу и слично, као и о хајдуцима, народне пјесме из НОБ-а, о дизању устанка, о чувеним биткама, о народним херојима, о страдањима и друго. Лички гуслари пјевају мирније, док црногорски пјевају оштрије. У току 19. вијека у Гацкој долини била су два позната личка гуслара, Раде Рапајић из Рапајина Дола, слијепи гуслар умро 1892. године и Илија Тртица из Црне Власти, Горње Врховине. Лички гуслар Томо Никшић из Барлета је дизао личке народне масе на бунт против Аустоугарске монархије. Најпознатија му је пјесма Јунаштво Манише Новковића и Секулића. Између два рата и послије Другог свјетског рата било је неколико добрих личких гуслара око врела Зрмање и Грачаца, као и у српским селима Горњој Плочи, Могорићу, Завођу, Павловцу и Врепцу.